# Amand Lucas
Amand Lucas, né le 18 décembre 1936 à Liège en Belgique, est un physicien belge, professeur de physique à l'Université de Namur (Namur).
En 1985, le Prix Francqui lui a été attribué pour son travail en physique théorique.
Il est par ailleurs membre de la classe des sciences de l'Académie royale de Belgique. 